# 海野三次郎
海野 三次郎（うみの さんじろう、1866年5月1日（慶応2年3月17日） - 1939年（昭和14年）7月(p61)）は、駿河国庵原郡出身の実業家。

## 経歴
1866年（慶応2）駿河国庵原郡平山村（現静岡市葵区平山）にて出生。幼少時より日置流雪荷派として弓術を嗜む(p57)。
1895年（明治28）、20歳時に軍人として台湾に出征(pp368-369)。
1900年（明治33）30歳時に民間人として台湾に再渡航し(p57)、日系建設請負業の久米組に入社(p58)。
1903年（明治36）1月独立し、海野組を創業(p58)(pp259)、同業者の組合で幹部となる。高雄劇場株式会社監察役や民間の消防組で副組長も務めた(p58)。
1916年（大正5）、家業を婿養子の利作に譲り、消防組などの職位も退く(pp368-369)。隠居後は大日本弓術協会打狗支部の弓道師範として、全国弓術大会に台湾代表として出場するなど、競技普及に貢献した(p59)(pp368-369)。
1918年には大相撲の打狗興行を成功させた(p59)。
1939年（昭和14）7月、74歳で病死(pp368-369)。その後も海野組は飛躍を遂げ、当時の高雄で一、二を争う規模となっていた(p58)。

## 栄典
- 1916年（大正5）1月20日 - 褒状（木杯一組）[2](p59)[4]
- 1938年（昭和13）12月13日 - 台湾総督府褒状[2](pp60-61)